# 阮銘
阮銘（1931年7月3日—2024年7月11日），祖籍江蘇金山，出生於上海，政治學者以及政治評論家，据称是中國共產黨前書記胡耀邦的“智囊”、“文胆”（另一说是秘书）。阮銘1988年以後到美國，1997年到台湾，2002年取得中華民國國民身分證。2004年被陳水扁聘為總統府國策顧問。

## 生平

### 早年
阮銘出生於上海，1946年3月以15歲的年齡加入中國共產黨，在上海從事學生運動。1948年考進北京燕京大學，一直到1958年為止，先後擔任燕京大學、清華大學團委書記、并在1957年5月与胡启立等人一起成为共青团中央候补委员。
1958年至1961年之間，調任為北京日報社政法文教部副主任、理論部主任。1961年至1967年1月則調至中宣部工作。在陸定一時期擔任過《宣教動態》的編輯，陶鑄時期則擔任過調查研究室主任、中宣部文革委員會主任等職。这期间阮铭以极左面目出现，迫害知识分子。曾在《人民日报》和《中国青年》杂志上发表文章攻击钱伟长、马琦等“右派”知识分子，并在尚未定论之前率先宣布王蒙是“右派”。
文革初期他以《鲁迅文集》的某个注释有问题为由，在《红旗》杂志和《人民日报》上发表文章攻击周扬。卡玛·亨顿的紀錄片《天安门》里有当年阮铭身佩大红袖标，主持万人批斗大会的特写镜头。1967年起在寧夏回族自治區賀蘭縣農場接受監督勞改，並受到軍事管制小組的隔離審查，1973年回北京治病。

### 文革后
1977年應胡耀邦的邀請，到中央黨校工作，擔任中央黨校學術委員會委員兼理論研究室副主任。1978年，中國共產黨第十一屆三中全會於北京召開，確立了鄧小平的領導地位，也為中國在政策上的「改革開放」奠定了一定的理論基礎。在這之後，一直到1982年理論研究室被中共元老王震撤銷為止，阮銘曾經在十一届三中全会相关文件的起草班子中工作过。1984年，又负责起草了中共中央第5号文件（即“两少一宽”政策）。
1985年，由于发表反党言论和参与反对中共主要领导人陈云，阮銘被開除中國共產黨的黨籍。一說是王震担任中共中央党校校长后清除文革遗毒，阮铭因1961年至1967年在中宣部“极左”时期的“三种人”问题（打、砸、抢），在整党中被开除党籍。

### 流亡美国
1988年，阮銘離開中國，先後到美國哥倫比亞大學、密西根大學、哈佛大學等校訪問研究。1989年4月15日，屬於中國共產黨中改革派的胡耀邦過世，在某種程度上成了北京學生運動的導火線，而在兩個月後發生了影響深遠的「六四天安門事件」。面對這個時代悲劇，阮銘和劉賓雁等人一起合作，於同年出書《Tell the World: What Happened in China and Why》（告世人：在中国发生的事件及原因）(見Liu, Ruan, and Xu 1989)。
1990年8月，阮銘應邀參與普林斯頓中國學社的研究工作，先後出版了《歷史轉折點上的胡耀邦》（1991）、《鄧小平帝國》（1992）等書，而成為學界中口碑相當不錯的中共黨史專家，特別是和胡耀邦以及鄧小平相關的研究。在學術研究以外，阮銘也積極參與海外的中华人民共和国民主运动，是總部位於紐約市的人權觀察組織「中國人權」的理事會成員。

### 台灣时期
1997年，位於台灣臺北縣淡水鎮的淡江大學，由於和普林斯頓大學有學術合作的關係，遂邀請阮銘前往該校的大陸研究所擔任訪問研究員的工作，成為該校的客座教授。阮銘常常在報章雜誌上發表政治評論，在網路南方快報上也有專欄。並陸續出版了《透視總書記：江澤民文選導讀》（1998）、《民主在台灣》（2000）、《民主台灣 vs. 共產中國》（2001）、《去恐懼，開創台灣歷史新時代!》（2002）、《兩個台灣的命運：認同TAIWAN vs. 認同CHINA》（2004）、《從寧靜革命到寧靜建國》（2004）等書。
2002年，阮銘在台取得中華民國國民身分證。2004年，被時任總統陈水扁聘为总统府国策顾问。2011年5月14日參與成立台灣關懷中國人權聯盟，並擔任常務理事。阮铭支持台独，強調台灣是獨立主權國家，主张废除国统会，否認九二共识，呼籲台灣出台《政治庇護法》並聯合世界其他力量支持中國民主運動。

## 言论观点
|  | 有人说邓小平是改革开放的总设计师，他的猫论哪是设计？改革开放一是对外开门引进资本、管理；一是对内松绑，市场经济，就是要自由，把束缚的解开就好了。要说松绑，是胡耀邦、赵紫阳、万里、习仲勋等人他们起的作用更大。许多事并不是邓小平的功劳，也记到他的头上了。邓小平不太懂经济，对一切问题他都是从政治著眼，还是毛泽东的那一套，搞平衡。后来陈云向改革开放发难，称特区是租界，要废掉，邓小平觉得这样不行，才又偏向改革。但是碰到专政问题，邓小平总是向陈云屈服的。华国锋当初并没有反对改革开放，在理论务虚会上，华国锋是支持胡耀邦的，反倒是邓小平打击理论务虚会，让胡乔木起草“四项基本原则”的讲话。如果华国锋不下台，改革派的处境可能更好一点。回过头来看，胡耀邦能发挥作用的时候，还是在华国锋时期。华国锋被邓小平、陈云搞下去，党内保守势力马上就把矛头指向胡耀邦，这个历史后来又重演了一遍，胡耀邦一下台，他们马上就将矛头指向赵紫阳。赵紫阳又被整下台，找来个江泽民，江泽民是很糟糕的，幹的时间最长，比邓小平主政的时间还长，造成的腐败最严重。 |

|  | 江泽民时期是中共最腐败的时期，江泽民跑到华尔街去敲开市鐘，把高盛引入中国，压低农民工的工资，让圈地的地产商发财，以前说只有劳动创造价值，当然不全面，但是江泽民时代，变成劳动不创造价值，只有资本才创造价值——只有华尔街创造价值。金融海啸的祸源就要追到华尔街和江泽民。 |

## 家庭
妻子阮若瑛，1931年生，原呼和浩特市长阮慕韩之女；妻姊阮若琳，妻弟阮崇武。

## 部分文章
- 《共青团员的第一课》， 《人民日报》1957年9月18日
- 《钱伟长和党争夺青年的伎俩》， 《中国青年》杂志1957年第15期
- 《周扬颠倒历史的一支暗箭——评〈鲁迅全集〉第六卷的一条注释》， 《红旗》杂志1966年第9期
- 《两国一制才是台湾理想》， 《南方快报》2002年7月12日
- 《台湾国家认同的理性基础》， 《南方快报》2003年6月26日

## 部分著作
- 《歷史轉折點上的胡耀邦》 1991，River Edge, N.J.：八方文化企業公司。
- 《鄧小平帝國》 1992，台北：時報文化公司。
- 《中共人物論》1994，River Edge, N.J.：八方文化企業公司。
- 《透視總書記：江澤民文選導讀》1998，台北：財訊出版社。
- 《民主在台灣》2000，台北：遠流。
- 《民主台灣 vs. 共產中國》2001，台北：玉山社。
- 《去恐懼，開創台灣歷史新時代!》2002，台北：玉山社。
- 《兩個台灣的命運：認同TAIWAN vs. 認同CHINA》2004，台北：玉山社。
- 《從寧靜革命到寧靜建國》2004，台北：玉山社。
- 《歷史的錯誤---美中台關係探源》2006，台北：玉山社。
- 《台灣青年‧看未來--阮銘老師的五個營養學分》2008，台北：玉山社。
- 《我看台灣人與台灣》2009，台北：玉山社。
- 《鄧小平帝國30年》2009，台北：玉山社。
- Liu, Binyan, Ming Ruan, and Gang Xu. 1989. 《Tell the World: What Happened in China and Why》. New York: Pantheon Books.
- Ruan, Ming. 1994. 《Hu Yao Bang on Turning Point of History》. Singapore: World Scientific Publishing Company.
- Ruan, Ming, Lawrence R. Sullivan, Peter Rand, and Nancy Liu. 1994. 《Deng Xiaoping: Chronicle of an Empire》 Boulder, Colo.: Westview Press.